# 波爾塔夫卡區
54°22′03″N 71°45′50″E / 54.36750°N 71.76389°E
波爾塔夫卡區（羅馬化：Poltavskiy rayon）是俄羅斯的一個區，位於該國西南部，由鄂木斯克州負責管轄，面積2,800平方公里，2010年人口21,772，人口密度每平方公里7.78人。